# Samuel Heinrich Schwabe
Samuel Heinrich Schwabe (ur. 25 października 1789 w Dessau, zm. 11 kwietnia 1875 tamże) – niemiecki aptekarz i astronom amator, odkrywca jedenastoletniego cyklu zmian liczby plam na Słońcu.

## Życiorys
Z zawodu był aptekarzem, lecz już w trakcie studiów farmaceutycznych w Berlinie zainteresował się astronomią i botaniką. Swój pierwszy teleskop wygrał na loterii w 1825 i rozpoczął obserwacje astronomiczne, w październiku po raz pierwszy dostrzegł plamy słoneczne. W tym samym roku zamówił większy teleskop u Fraunhofera, a otrzymał go w 1826. W tym samym roku rozpoczął regularne obserwacje plam słonecznych, usiłując odkryć planetę wewnątrz orbity Merkurego. Obserwacje astronomiczne tak go zafascynowały, że sprzedał rodzinny interes w 1829. Przez 17 lat – do 1843 roku – każdego pogodnego dnia obserwował tarczę Słońca starając się dostrzec cień planety. Zauważył jedynie regularne zmiany liczby plam słonecznych. Swoje spostrzeżenia opublikował w 1844 roku w krótkim artykule w „Astronomische Nachrichten” zatytułowanym Sonnen-Beobachtungen im Jahre 1843, zwracając uwagę na możliwość istnienia 10-letniego cyklu zmian.
Wnioskami Schwabego, jako jeden z nielicznych, zainteresował się Rudolf Wolf, który był pod wrażeniem tego odkrycia i sam zaczął obserwować plamy w 1847. Ponadto wykorzystał on historyczne obserwacje i uściślił okres cyklu na nieco ponad 11 lat. W późniejszych latach odkrycie Schwabego przyciągnęło też uwagę Alexandra von Humboldta, który w trzecim tomie swego encyklopedycznego dzieła „Kosmos” wydanym w 1851 zamieścił tabelę Schwabego z obserwacjami plam uaktualnioną do roku 1850. Od tej pory cykl słoneczny stał się powszechnie znany wśród badaczy.
Schwabe kontynuował swoje obserwacje aż do 1867 roku.

## Nagrody i wyróżnienia
W 1857 został nagrodzony Złotym Medalem Royal Astronomical Society.
W 1868 roku został zagranicznym członkiem brytyjskiego Royal Society.
Jego nazwiskiem nazwano krater na Księżycu.